# Chrysotus romanicus
Chrysotus romanicus är en tvåvingeart som beskrevs av Parvu 1995. Chrysotus romanicus ingår i släktet Chrysotus och familjen styltflugor.
Artens utbredningsområde är Rumänien. Inga underarter finns listade i Catalogue of Life.